# Johann II. (Gützkow)
Johann II. von Gützkow († nach 1314) war ein Graf von Gützkow.

## Forschungsgeschichte
Die Abgrenzung der einzelnen Gützkower Grafen mit Namen Johann ist ebenso schwierig, als dies bei seinen Verwandten Jaczo der Fall war. Von der ursprünglichen Annahme, es gebe vier gleichnamige Gützkower Grafen Jaczo, konnte die Forschung auf drei ggf. zwei Personen reduzieren.  Bei den Gützkower Grafen Johann ist Theodor Pyl von fünf gleichnamigen ausgegangen, Roderich Schmidt hat zumindest in seiner knappen Abhandlung nur drei erwähnt, während Detlev Schwennicke von sechs zu unterscheidenden Grafen Johann von Gützkow ausging. Hinzu kommt, dass auch die Burgmannen von Wieck vor Gützkow zumindest dem Anschein nach einen Angehörigen Johann von Gützkow hatten, der zeitgleich urkundlich auftrat.
Als gesichert und unstrittig gilt, dass Johann II. von Gützkow († nach 1314), nachdem er mehrfach gemeinsam mit Jaczo II. von Gützkow († nach 1303) urkundlich auftrat, bis 1314 genannt wurde.

## Urkundliches Auftreten
Bei der Schenkung des Dorfes Kleeth an das Kloster Reinfeld durch Herzog Bogislaw IV. am 7. April 1290 traten die Grafen Johann II. von Gützkow (Johannes domicellus de Guthzecowe) und Jaczo II. (Jakzo comes de Gutzecowe) in Treptow als Urkundenzeugen auf.
Schließlich war nobilis vir dominus Jaczo comes de Gutzekow erster Vertreter der Verhandlungskommission und Zeuge der herzoglichen Landesteilung in die Herzogtümer Pommern-Stettin und Pommern-Wolgast am 1. Juli 1295. Hierbei trat er in der zweiten Urkunde gemeinsam mit Graf Johann II. von Gützkow (nobiles viri Jaczo et Johannes, comites de Guzekowe) als einziger Zeuge auf.
Am 11. August 1296 trat dominus Johannes comes de Guszekowe als Urkundenzeuge für Herzog Otto I. in Stettin auf.
Als Herzog Otto I. in Stettin am 19. März 1297 bestimmte, dass die Stadt Alt-Damm vom Lübischen zum Magdeburger Recht zurückkehrt, war auch Johannes comes de Gutzkow erneut Urkundenzeuge. In einer in Greifenberg ausgestellten Urkunde vom 18. Juni 1297, Angelegenheiten den Ritters Johann von Heydebreck betreffend, wurden erneut comes Jakch de Gutsecowe an erster Stelle und comes Johannes de Gutsecowe an siebenter Stelle unter den Urkundenzeugen genannt. Bei Verhandlungen um Besitzansprüche von Stettiner Bürgern vor dem Herzog am 1. Oktober 1297, war Johann II. als dessen Vertreter eingesetzt und wurde bei diesem Anlass vom Herzog auch als Verwandter (consanguineo) bezeichnet.
Als Herzog Otto I. am 30. März 1698 der Marienkirche in Stettin sein Eigentum am Dorf Luckow übertrug war Johannes nobilis comes de Guzkowe sein erster Urkundenzeuge noch vor den Geistlichen. Am 13. April 1298 verzichteten Jaczko et Johannes, domini Guzkowenses nach Vermittlung durch Abt Heinrich zu Eldena und Ritters Heinrich von Behr zugunsten des Klosters Usedom auf ihre Besitzungen im Lieper Winkel. Es wurde dabei einerseits auf eine frühere Verhandlung in Schlatkow vom 6. September 1297 und andererseits auf Bischof Conrad III. von Cammin verwiesen, der den Gützkower Grafen die Ländereien im Lieper Winkel zugewiesen hatte. Noch einmal im Jahr 1297, am 27. Mai bezeugte Johannes nobilis comes de Guskowe für Herzog Otto I., als dieser sich zu Kirchenpatronaten auf der Lastadie festlegte.
Auch als Herzog Otto I. dem Nonnenkloster Verchen das Dorf Sommersdorf am 15. September 1299 übertrug war Johannes nobilis comes de Gutzekow Urkundenzeuge, dergleichen als dominus Johannes comes de Gutzecowe im selben Jahr, als das Kloster Stolpe vom Herzog das Dorf Sarnow verliehen bekam.
Am 9. Januar 1300 bestätigte Herzog Otto I. dem Kloster Pudagla in Ueckermünde den Holzhieb in der Heide um Mönkebude. Urkundenzeuge war Johannes nobilis comes de Guzkowe. In einer Urkunde das Nonnenkloster Wollin betreffend nannte Herzog Bogislaw IV. die für ihn zu diesem Anlass bezeugenden Grafen von Gützkow seine Vettern (nostro consanguineo comite de Gutzkowe).
Vom Jahre 1302 sind drei urkundliche Nennungen bekannt. Am 21. Mai schenkte Herzog Bogislaw IV. in Wolgast dem Nonnenkloster Wollin Eigentum im Lande Bukow, unter den Zeugen war Johannes de Gutzecowe nobilis. Für Herzog Otto I. bezeugte er eine in Treptow an der Tollense ausgestellte Urkunde vom 28. Juni als nobilis vir dominus Johannes comes de Gutsecow als dieser dem Kloster Ivenack das Dorf Weitendorf verlieh. Schließlich war Johannes dominus Guzkowensis in diesem Jahr noch einmal unter den Urkundenzeugen als Ritter Wulfold von Below am 7. Dezember in Eldena seine Dörfer Kröslin, Vencemin und Freest an das Kloster Eldena verkaufte.
Auch 1305 wurde Johann II. zwei Mal in Urkunden bekannt. Am 6. März war domini Johannis, comitis de Guthsecow 1. Zeuge als die fünf Brüder und Knappen Fretekow auf Ansprüche an das Kloster Loccum verzichteten. Am 7. März trat Johannes comes de Guscowensis als Schiedsrichter zwischen dem Kloster Eldena und den Knappen Siegfried, Wolf und Gote Blixen wegen strittiger Besitzungen in Rappenhagen und Dersekow auf.
Nach einem Vergleich zwischen Fürst Heinrich von Mecklenburg mit Herzog Otto I. von Pommern-Stettin wegen des Schlosses zu Kogel und weiterer errichteter Burgen an der Grenze zwischen den von Putzar und den Grafen von Gützkow, am 19. März 1306 in Dargun wurden alle Vasallen, auch die van Gutzikkowe, zur Ruhe und zum Rückbau ihrer Befestigungen aufgefordert. Im selben Jahr, am 20. Dezember übertrug Herzog Bogislaw IV. in Wollin der Stadt Treptow an der Rega Zoll und Ungeld am Hafen von Regamünde und trug der Stadt ebenfalls die Bewachung desselben auf. Unter den Urkundenzeugen wurde dominus Johannes comes in Guthcecowe genannt.
Als die Markgrafen Otto, Hermann und Waldemar von Brandenburg am 6. September 1307 in Werbellin geloben, die verabredeten Friedensbedingungen zur Freilassung des Grafen Nikolaus von Schwerin und wegen der Streitigkeiten mit Fürst Nikolaus II. von Werle am 17. September in Friedrichsdorf zu vollziehen, ist auch Teil der Vereinbarung, dass dem van Gutzekowe, welcher während der vorhergehenden Auseinandersetzung Schaden erlitten hatte, Wiedergutmachung zuteilwerden sollte.
Herzog Heinrich II. von Mecklenburg nannte am 14. Dezember 1311 Grafen Johann II. von Gützkow in einer Urkunde wo dieser gleichzeitig als 1. Zeuge auftrat, seinen Vetter (cognatus noster dominus Johannes comes de Gutzekow).
Am 19. Juli 1313 genehmigte Johannes comes in Guzekowe den Verkauf des Dorfes Pätschow durch Bischof Burchard von Lübeck an das Kloster Stolpe.
Im Vertrag von Templin trat Markgraf Waldemar von Brandenburg am 9. Dezember 1314 als Sühne die Ansprüche auf Land Loitz, welches 1194, 1219 und auch noch 1249 als zur Herrschaft Gützkow gehörig genannt wurde, an Fürst Wizlaw III. von Rügen gegen Zahlung von 2.000 Mark lötigem Silber ab. Bezeugt wurde die Urkunde in Reihenfolge von Herzog Wartislaw IV., Graf Bernhard von Anhalt, Graf Nikolaus von Schwerin, Herzog Heinrich von Mecklenburg, Fürst Johann von Werle und Graf Johann II. von Gützkow (greff Johan von Gudskov). Am selben Tag, ebenfalls in Templin verglichen sich Wizlaw III. von Rügen und Waldemar von Brandenburg wegen der Stadt Stralsund. Als erster Zeuge trat greff Johan van Gotskov auf. Wenig später dürfte er verstorben sein, denn hiernach sind keine weiteren Nachrichten von Graf Johann II. von Gützkow bekannt.

## Familie
Auch die familiäre Einbindung Johanns II. in die Filiation der Grafen von Gützkow ist unterschiedlich ausgelegt worden. Während zunächst angenommen wurde, er sei ein Sohn des Jaczo II., weisen ihn jüngere Arbeiten ohne Zweifel erkennen zu lassen, als ersten Sohn des Konrad von Gützkow und älteren Bruder des Nikolaus von Gützkow aus. Mindestens die erstere Darstellung lässt sich insoweit ausschließen, da Bernhard von Gützkow, der mehrheitlich als Sohn des Grafen Jaczo II. angesehen wird keinen Bruder hatte.
Wohl aber ließ sich die frühere Auffassung Johann II. sei mit einer Margaretha, Tochter des Herzogs Barnim I. vermählt gewesen, nachhaltig ausräumen. Stattdessen stellt Schwennicke Johann II. eine unbekannte Tochter von Arnold von Schönfeld zur Frau. Die Ehe soll um 1288/1292 geschlossen worden sein. Dieser dürfte identisch mit dem Ritter Arnold von Schönfeld sein, dessen Gattin 1293 als Beatrix genannt wurde und für den Johannes de Gutcekowe 1292/1293 als Zeuge auftrat. Da Johannes de Gutscecowe aber gleichzeitig als Knappe des Ritter Arnold von Schönfeld bezeichnet wird, ist wohl wie oben davon auszugehen, es handelt sich hier nicht um den Grafen Johann II. von Gützkow, sondern um seinen gleichnamigen Ministerialen.
Einigkeit hingegen besteht über die Ausweisung von Johann III. oder der Ältere und Johann (Henning) IV. oder der Jüngere als seine Söhne. Ebenfalls Einigkeit besteht darin, dass einer der beiden Brüder Anfang 1334 wohl seinen in der Schlacht am Kremmer Damm erhaltenen Wunden erlag und ebenfalls einer beiden, möglicherweise derselbe, mit Mechthild, einer Tochter Gunzelins VI. von Schwerin vermählt war.